# Agrostis obtusata
Agrostis obtusata é uma espécie de gramínea do gênero Agrostis, pertencente à família Poaceae.